# ハドゥム・スレイマン・パシャ
ハドゥム・スレイマン・パシャ（オスマン語: خادم سلیمان پاشا  ; トルコ語: Hadım Süleyman Paşa  ; c. 1467年 - 1547年9月）は、オスマン帝国の政治家、軍の司令官。 彼は1525年から1535年と1537年から1538年にオスマン帝国領エジプトの総督を務め、1541年から1544年にはオスマン帝国の大宰相を務めた 彼はマジャル人の宦官であり、「ハドゥム」とは「宦官」を意味するトルコ語である。
オスマン帝国のスルタン、スレイマン1世は、エジプト総督のスレイマン・パシャにインド洋への艦隊派遣を命じた。スレイマン・パシャは1538年にアデンを占領し、その後、ポルトガル領インドの要衝を攻撃したディーウ攻囲戦 (1538年)を指揮した。
後任のエジプト総督として長期間務めたダヴード・パシャ（総督任期：1538年 - 1549年）とスレイマン・パシャは友人であった。一方、この二人は、（後任の大宰相となった）リュステム・パシャとは対立関係にあった。